# Anisographe
Anisographe là một chi bướm đêm thuộc họ Geometridae.

## Các loài
- Anisographe albipuncta
- Anisographe dissimilis
- Anisographe euryscopa
- Anisographe innotata
- Anisographe multiguttata
- Anisographe navigata
- Anisographe nigromaculata
- Anisographe subpulchra